# Superpuchar Włoch w rugby union
Superpuchar Włoch w rugby union (Supercoppa italiana) – trofeum przyznawane zwycięskiej drużynie meczu rozgrywanego pomiędzy mistrzem Włoch a zdobywcą pucharu tego kraju. Mecz o Superpuchar Włoch był rozgrywany przed rozpoczęciem sezonu ligowego. 

## Historia
Pierwszy raz mecz o Superpuchar Włoch odbył się w sezonie 2005/06 i do 2008 roku organizowany był przez organizację zarządzającą ligą – Lega Italiana Rugby d'Eccellenza. W roku 2009 pieczę nad Superpucharem objęła Federazione Italiana Rugby. Od 2010 roku w związku z reorganizacją rozgrywek Pucharu Włoch mecz o Superpuchar nie odbywa się.

## System rozgrywek
Walka o trofeum odbywała się w formie jednego meczu rozgrywanego na tydzień przed rozpoczęciem sezonu ligowego.

## Triumfatorzy
| Sezon   | Zwycięzca        |
| ------- | ---------------- |
| 2005/06 | Benetton Treviso |
| 2006/07 | Rugby Viadana    |
| 2007/08 | Rugby Parma      |
| 2008/09 | Benetton Treviso |

| 2 września 2006 | Benetton Treviso | 26:12 | Rugby Parma | Stadio comunale di Monigo, Treviso |
| 2 września 2006 |                  | 26:12 |             | Stadio comunale di Monigo, Treviso |

| 5 października 2007 | Rugby Viadana | 12:6 | Benetton Treviso | Stadio Luigi Zaffanella, Viadana |
| 5 października 2007 |               | 12:6 |                  | Stadio Luigi Zaffanella, Viadana |

| 7 września 2008 | Rugby Calvisano | 23:34 | Rugby Parma | Stadio Luigi Zaffanella, Viadana |
| 7 września 2008 |                 | 23:34 |             | Stadio Luigi Zaffanella, Viadana |

| 5 września 2009 | Rugby Parma | 8:28 | Benetton Treviso | Stadio XXV Aprile, Parma |
| 5 września 2009 |             | 8:28 |                  | Stadio XXV Aprile, Parma |